# Jean d'Aire

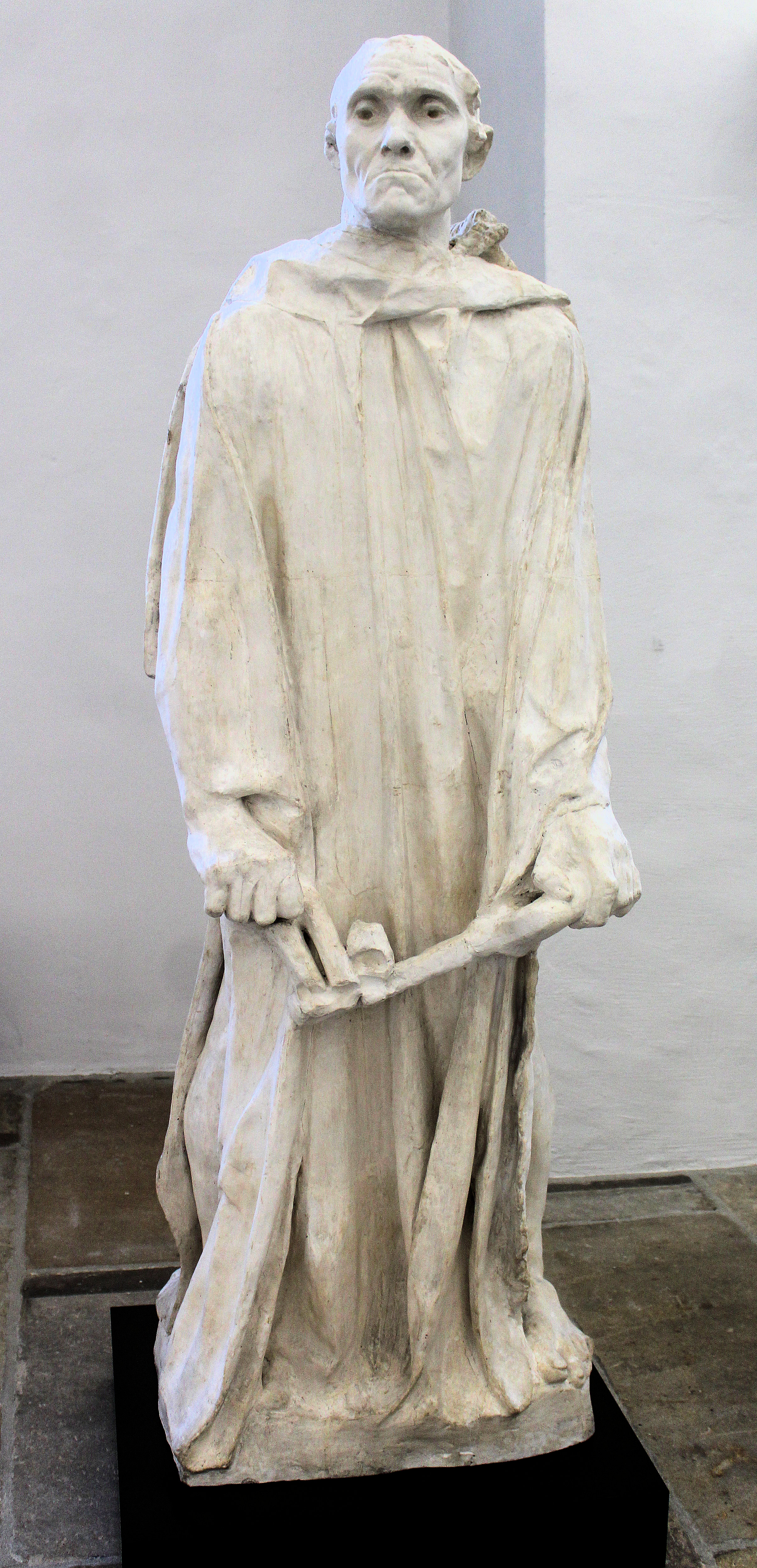
Vers 1886 ; Matériau : argile/plâtre

Jean d'Aire est un œuvre d'art de Auguste Rodin. Il l'a été créée 1887 dans le cadre de son groupe figuratif Les Bourgeois de Calais. Il était eu le cousin de Pierre et Jacques de Vienne et Eustache de Saint Pierre.

## Versions

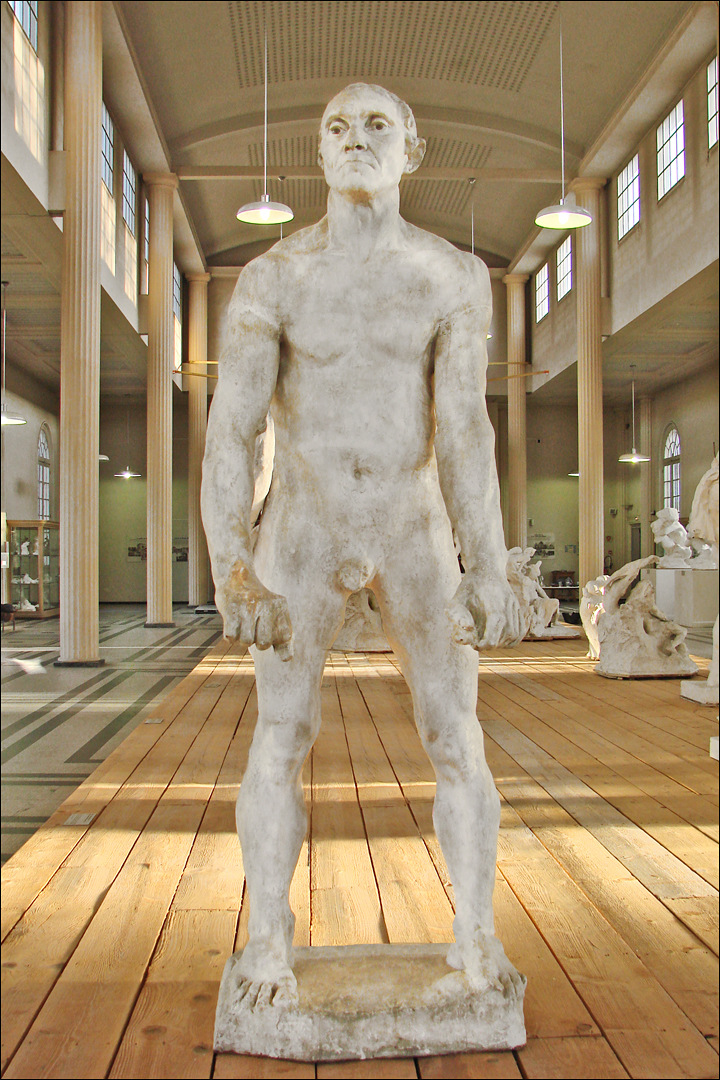
Première étude
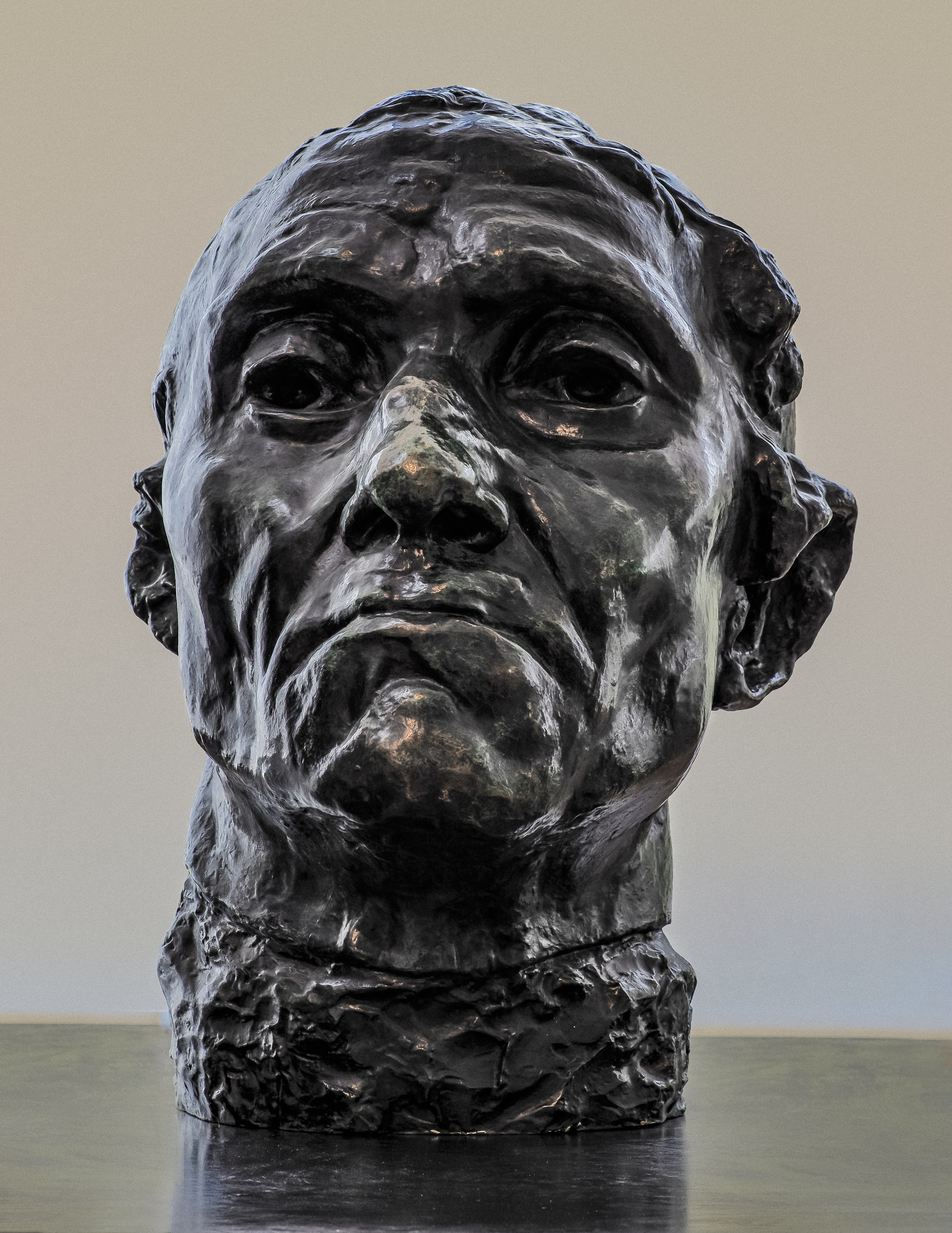
Tête

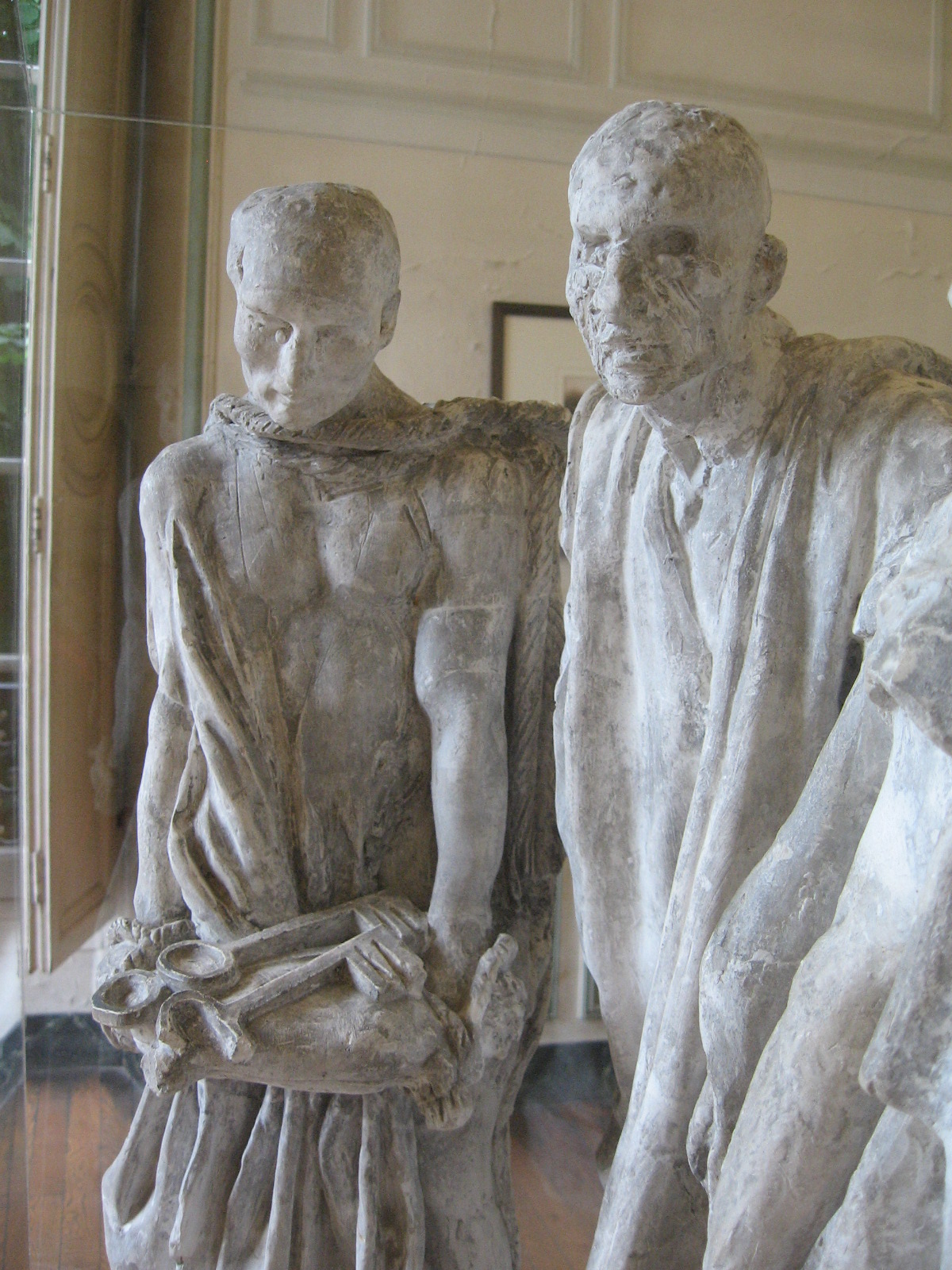
Deuxième étude dans le groupe
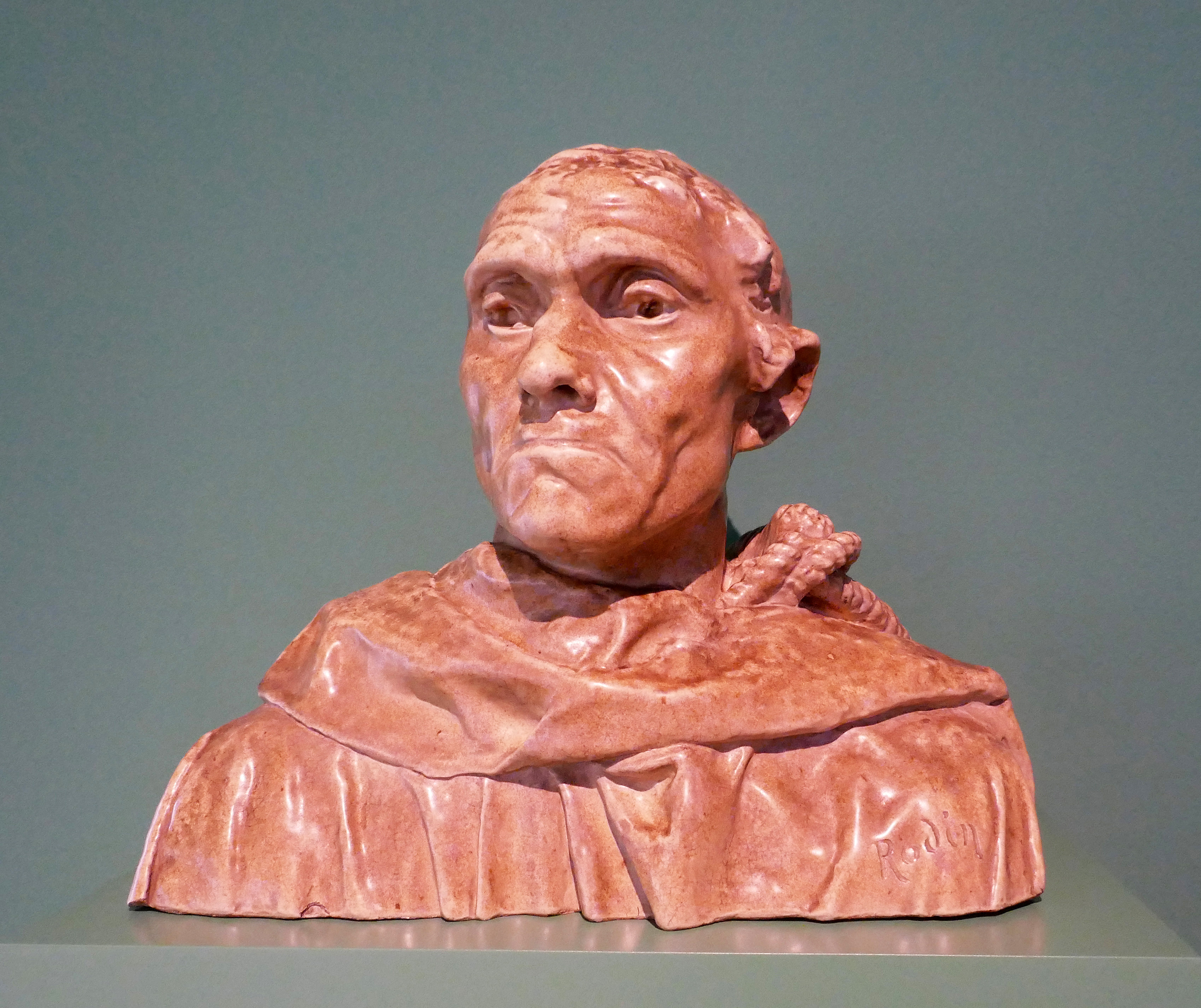
Buste de Paul Jeanneney, Musée des arts appliqués Grassi

La première des études de d'Aire était nue, suivie d'une partiellement couverte avec quelque chose comme une toge. Le nœud coulant autour de son cou peut être vu plus clairement sur elle. Il tient un oreiller avec les clés de Calais. Une fonte en bronze de cette deuxième version est au Museo Soumaya à Mexico. La version finie tient la clé dans ses mains sans oreiller. Cette figure est visible à travers la robe qu'il porte comme vêtement et a des épaules carrées. Ses mains, tenant la clé, sont serrées en poings tandis que ses poignets sont bâillonnés.

## Musées
Diverses sculptures versions de Jean d'Aire sont exposées dans ces musées :
- Musée Rodin, Paris
- Musée d'Orsay, Paris
- Musée des Beaux-Arts de Montréal, Montréal
- Dresde, Albertinum
- Musée d'art de Zurich
- Galerie nationale d'art, Washington
- le musée d'art de Cleveland, Cleveland
- Musée Stedelijk, Amsterdam
- Musée Calouste Gulbenkian, Lisbonne
- Musée d'art de Saint-Louis, Saint-Louis
- Institut d'art de Chicago, Chicago
- Metropolitan Museum of Art/THE MET, New York